# Seleção Vaticana de Futebol
A Seleção Vaticana de Futebol é a seleção de futebol da Cidade do Vaticano. É uma seleção amadora, uma das oito nações soberanas que não são filiadas à FIFA. A UEFA já declarou em 2006 que o Vaticano teria todo o direito de se inscrever na entidade, mas o Cardeal Secretário de Estado Tarcisio Bertone já declarou que está feliz com o amadorismo.

## Os primeiros jogos
A primeira partida oficial da equipe do Vaticano foi contra San Marino, em novembro de 1994. Depois atuaria apenas contra seleções não filiadas à FIFA (Mônaco, Tuvalu, Kiribati, Estados Federados da Micronésia, Nauru, Ilhas Marshall e Palau), terminando sempre em 0 a 0. Em 2006, o Vaticano venceu a equipe suíça SV Vollmond por 5 a 1 no Stadio Petriana, a menos de um quilômetro da Cidade do Vaticano.

## Composição
Todos os jogadores da Seleção do Vaticano são voluntários da Guarda Suíça, membros do Conselho Papal e pelos guardas dos Museus (cidadãos italianos), os únicos capazes de conseguirem cidadania do Vaticano. Ocasionalmente, seminaristas se unem à equipe.

## Clericus Cup
Em 2007, sacerdotes e seminaristas da Cidade do Vaticano e de Roma disputaram a primeira edição da Clericus Cup, torneio criado após uma ideia do secretário de estado do Vaticano, o cardeal Tarcisio Bertone.

## Jogos

### Contra outros países
| 22 de novembro de 1994 | Vaticano | 0 - 0 | San Marino B | Roma, Itália             |
|                        |          |       |              | Estádio: Stadio Petriana |

| 23 de novembro de 2002 | Vaticano | 0 - 0 | Mônaco | Albano Laziale, Itália  |
|                        |          |       |        | Estádio: Stadio Pio XII |

| 7 de maio de 2011 | Vaticano          | 1 - 2  | Mônaco                    | Albano Laziale, Itália  |  |
|                   | Alessandro Quarto | Report | Gol marcado · Gol marcado | Estádio: Stadio Pio XII |  |

| 12 de junho de 2011 | Palestina | 9 - 1 | Vaticano | Al-Khader, Palestina       |
|                     |           |       |          | Estádio: Al-Khader Stadium |

| 22 de junho de 2013 | Mônaco                                | 2 - 0 | Vaticano | Cap-d'Ail, França             |  |
|                     | Morgan Escarras 9' · Eric Fissore 34' |       |          | Estádio: Stade des Moneghetti |  |

| 10 de maio de 2014 | Vaticano | 0 - 2  | Mônaco                    | Roma, Itália             |  |
|                    |          | Report | Gol marcado · Gol marcado | Estádio: Stadio Petriana |  |

### Outros
| 1985 | Vaticano | 3 - 0  | Jornalistas Austríacos |  |
|      |          | Report |                        |  |

|  | Vaticano                                | 3 - 3 | Oficiais das Nações Unidas              | Turim, Itália |  |
|  | Gol marcado · Gol marcado · Gol marcado |       | Gol marcado · Gol marcado · Gol marcado |               |  |

| 3 de fevereiro de 2006 | Vaticano                                                            | 5 - 1 | SV Vollmond | Roma, Itália             |  |
|                        | Gol marcado · Gol marcado · Gol marcado · Gol marcado · Gol marcado |       | Gol marcado | Estádio: Stadio Petriana |  |

| 10 de agosto de 2006 | Borussia Mönchengladbach | 8 - 1  | Vaticano | Mönchengladbach, Alemanha |
|                      |                          | Report |          |                           |

| 7 de novembro de 2016 | Fondazione Ospedale San Matteo | 2 - 1 | Vaticano | Pavia, Itália |  |
|                       |                                |       |          |               |  |

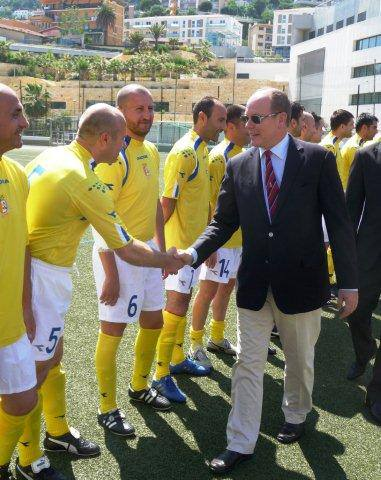
O príncipe monegasco Alberto II cumprimenta os jogadores da Seleção do Vaticano em 2013.
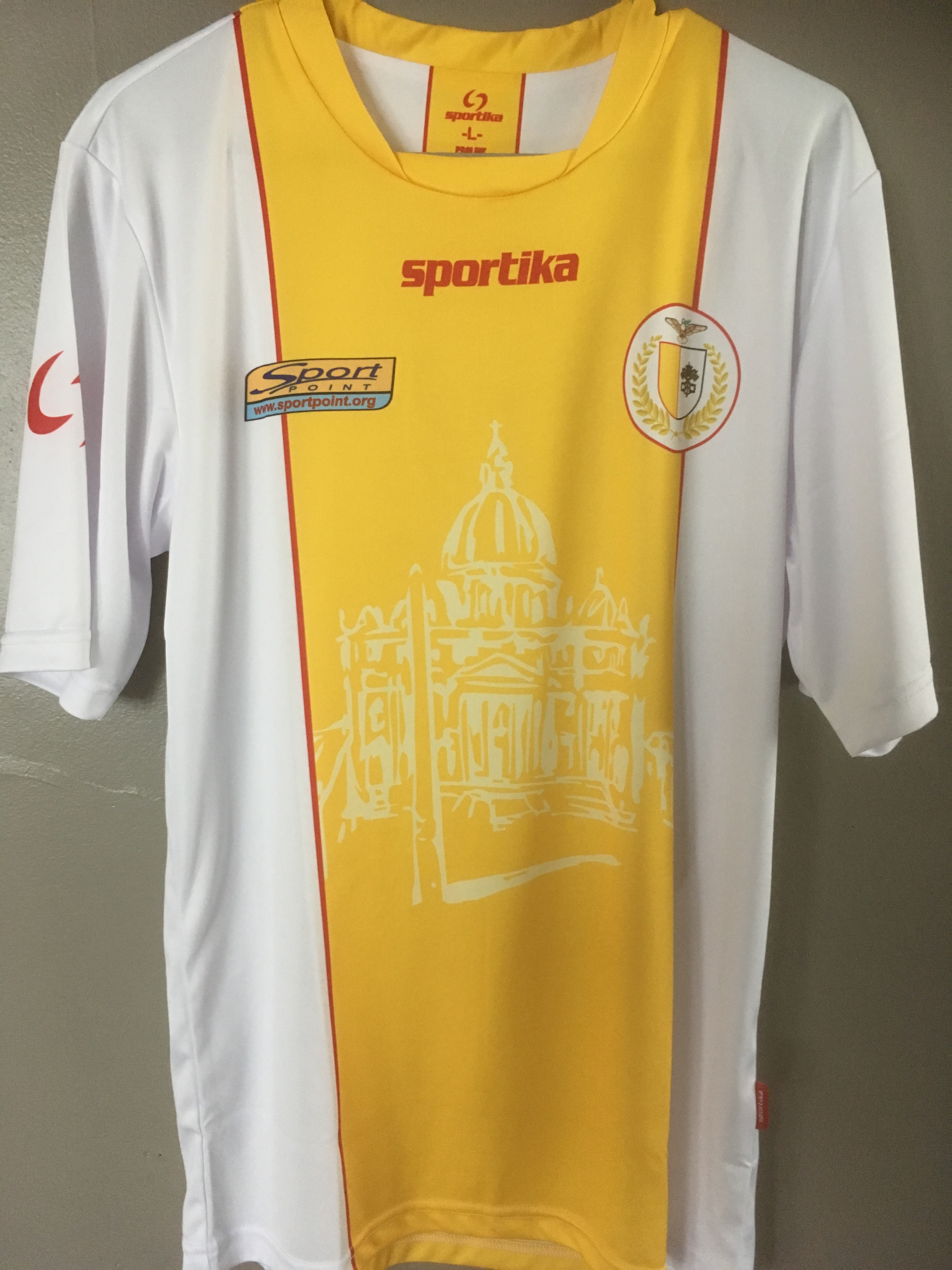
Camisa titular da Seleção do Vaticano usada em 2017 na partida contra a Seleção Monegasca.